# Hister japonicus
Hister japonicus är en skalbaggsart som beskrevs av Sylvain Auguste de Marseul 1854. Hister japonicus ingår i släktet Hister och familjen stumpbaggar. Inga underarter finns listade i Catalogue of Life.